# Statuia lui Spiru Haret din București
Statuia lui Spiru Haret din București, executată de Ion Jalea din marmură de Carrara, a fost dezvelită în 1935, cu prilejul primei ediții a Lunii Bucureștilor, fiind amplasată în Piața Universității, vizavi de clădirea Palatului Universității, în extrema dreaptă, colț cu strada Academiei.
Statuia lui Spiru Haret înscrisă în Lista monumentelor istorice din București, sector 3 cu codul  B-III-m-A-20060.
În anul 2006, statuia lui Spiru Haret arăta foarte prost, aflându-se într-un stadiu avansat de degradare, din cauza timpului și huliganismului. Ca urmare, Administrația Monumentelor și Patrimoniului Turistic (AMPT) a organizat o renovare a statuii, care consta într-o curățare integrală și iluminare pe timp de noapte.
În septembrie 2010, statuia lui Spiru Haret a fost mutată în Parcul Izvor, de lângă Palatul Parlamentului din București. Tot aici au fost mutate și celelalte trei statui de la Universitate, pentru a se putea realiza o parcare subterană în centrul Capitalei.
După terminarea lucrărilor la parcarea subterană, statuia a fost reinstalată la locul ei la 5 mai 2012.

## În țară
- Există un bust al lui Spiru Haret la Tulcea, care a fost executat în bronz de sculptorul tulcean Vasile N. Chiriachide. A fost inaugurat în 1923 în parcul „Mircea”, iar în 1940 bustul a fost mutat în noul parc dintre Str. Gloriei și 14 Noiembrie. Pe soclul statuii sunt gravate cuvintele: "Lui Spiru Haret - Dobrogea recunoscătoare", ca omagiu al tulcenilor pentru munca depusă de el în perioada 1883 - 1910 pentru dezvoltarea învățământului public în Dobrogea.[5]

- Un bust al său este instalat în fața Colegiului Național "Spiru Haret" din Tecuci. pe soclu are următoarea inscripție:

SPIRU C. HARET 

1851-1912

Organizatorul și îndrumătorul învățământului românesc, sprijinitorul bisericii naționale și părintele cooperației române. 

ROMÂNIMEA RECUNOSCĂTOARE
Pe soclu este reprodus un fragment din testamentul lui Haret: Plec din lume cu mulțumirea că nu am pierdut vremea si că ml-am îndeplinit datoriile atât pe cât puteam să mi le îndeplinesc in împrejurările în cari am trăit și în marginea puterilor mele fizice și intelectuale. Aceasta să fie și mângâierea acelora cari m'au iubit si cari vor rămâne după mine.